# Конью
Ко́нью (эст. Konju) — деревня в волости Тойла уезда Ида-Вирумаа, Эстония. 

## Географическое положение
Расположена в северной части уезда Ида-Вирумаа. Высота над уровнем моря — 56 метров.

## Число жителей
По данным переписи населения 2011 года в деревне проживали 158 человек, из них 122 (77,2 %) — эстонцы.
По состоянию на 1 января 2019 года в Конью были зарегистрированы 160 жителей.